# Літтлджон-Айленд (Мен)
Літтлджон-Айленд (англ. Littlejohn Island) — переписна місцевість (CDP) в США, в окрузі Камберленд штату Мен. Населення — 116 осіб (2020).

## Географія
Літтлджон-Айленд розташований за координатами 43°45′41″ пн. ш. 70°7′36″ зх. д. / 43.76139° пн. ш. 70.12667° зх. д. (43.761444, -70.126694).  За даними Бюро перепису населення США в 2010 році переписна місцевість мала площу 1,89 км², з яких 0,88 км² — суходіл та 1,01 км² — водойми.

## Демографія
Згідно з переписом 2010 року, у переписній місцевості мешкало 118 осіб у 46 домогосподарствах у складі 29 родин. Густота населення становила 62 особи/км².  Було 75 помешкань (40/км²).
Расовий склад населення:
| - 97,5 % — білих - 2,5 % — азіатів |

До двох чи більше рас належало 0,0 %. Частка іспаномовних становила 0,0 % від усіх жителів.
За віковим діапазоном населення розподілялося таким чином: 28,0 % — особи молодші 18 років, 64,4 % — особи у віці 18—64 років, 7,6 % — особи у віці 65 років та старші. Медіана віку мешканця становила 46,0 року. На 100 осіб жіночої статі у переписній місцевості припадало 100,0 чоловіків;  на 100 жінок у віці від 18 років та старших — 88,9 чоловіків також старших 18 років.
Цивільне працевлаштоване населення становило 49 осіб. Основні галузі зайнятості: транспорт — 51,0 %, роздрібна торгівля — 26,5 %, виробництво — 22,4 %.